# Основной закон Ватикана
Основной Закон государства-града Ватикана (итал. Legge fondamentale dello Stato della Città del Vaticano) — конституция, обнародованная Папой Иоанном Павлом II 26 ноября 2000 года, состоит из 20 статей и является высшим законом Ватикана. Он получил силу закона 22 февраля 2001 года, в праздник кафедры Святого Петра, апостола, и заменяет в полном объёме Закон № I (Основной Закон государства-града Ватикана от 7 июня 1929 года). Все нормы, действующие в государстве-граде Ватикане, которые не соответствовали новому закону, были отменены, и оригинал Основного Закона, имея печать государства-града Ватикана, был сдан на хранение в юридический архив государства-града Ватикана и соответствующий текст был опубликован в Приложении к Acta Apostolicae Sedis.